# Данфермлін
Данфе́рмлін (шотл. Dunfermline, шотл. гел. Dùn Phàrlain, англ. Dunfermline) — містечко на сході Шотландії. 

## Географія
Данфермлін розташований в області Файф, у 4 км північніше затоки Ферт-оф-Форт та за 17 км на північний захід від Единбурга.

## Клімат
У Данфермліні морський клімат з прохолодним літом і м'якою зимою.
| Кліматограма Данфермліна                                             | Кліматограма Данфермліна | Кліматограма Данфермліна | Кліматограма Данфермліна | Кліматограма Данфермліна | Кліматограма Данфермліна | Кліматограма Данфермліна | Кліматограма Данфермліна | Кліматограма Данфермліна | Кліматограма Данфермліна | Кліматограма Данфермліна | Кліматограма Данфермліна |
| -------------------------------------------------------------------- | ------------------------ | ------------------------ | ------------------------ | ------------------------ | ------------------------ | ------------------------ | ------------------------ | ------------------------ | ------------------------ | ------------------------ | ------------------------ |
| С                                                                    | Л                        | Б                        | К                        | Т                        | Ч                        | Л                        | С                        | В                        | Ж                        | Л                        | Г                        |
| 0 2 −1                                                               | 0 4 −1                   | 0 6 0                    | 0 12 3                   | 0 11 4                   | 0 15 6                   | 0 14 8                   | 0 16 10                  | 0 14 7                   | 0 12 5                   | 0 7 3                    | 0 4 3                    |
| Середня макс. і мін. температури повітря (°C) Атмосферні опади (мм), |                          |                          |                          |                          |                          |                          |                          |                          |                          |                          |                          |

## Назва
Данфермлін з шотландської-ґельсбкої перекладається як «фортеця біля кривого ставка».

## Історія

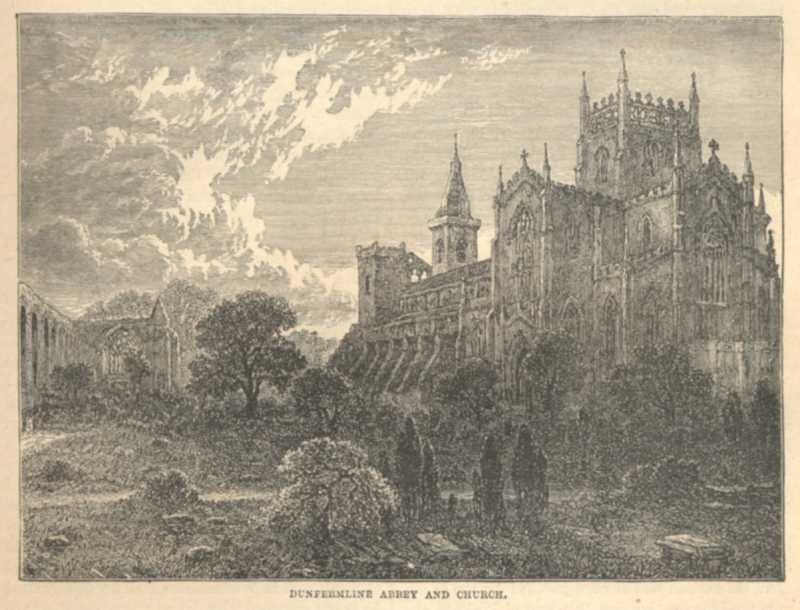
Данфермлінське абатство, малюнок 1902 р.

Данфермлін — одне з історичних міст Шотландії. Територія сучасного Данфермлін була заселена ще в епоху неоліту. Перша згадка про місто припадає на XI століття, коли 1068 року тут у церкві Святої Маргарити король Шотландії Малькольм III брав шлюб з Маргаритою Шотландською, донькою королівни Агати та онукою Ярослава Мудрого. Корооль та королева поховані у Данфермлинському абатстві, яке було королівською усипальницею. 
Король Шотландії Малькольм III переніс свій двір зі Скуна у Данфермлін, який знаходився тут до 1437 року, коли Яків II переніс його у Стерлінґ. 
У Середньовіччі місто було однією з головних резиденцій королів Шотландії (нині в руїнах). У 1624 році стара частина міста згоріла.
Під час Промислової революції місто стало центром лляної промисловості. 

## Пам'ятки
- Данфермлінське абатство — монастир, один з найкращих прикладів шотландсько-норманської архітектури. Будівля монастиря побудовано між 1128 та 1150 роками. У абадстві поховані королі та королеви Шотланді, серед яких і Роберт I Брюс.
- Будинок-музей Ендрю Карнеґі — котедж в якому народився відомий меценат Ендрю Карнеґі та меморіальний зал.

## Населення
Населення міста становить 50 380 осіб (2012).
| 1991   | 2001   | 2006   | 2011   | 2012   |
| ------ | ------ | ------ | ------ | ------ |
| 55 083 | 39 229 | 45 462 | 49 706 | 50 380 |

## Спорт
«Данфермлін Атлетік» (шотл. Dunfermline Athletic Fitbaa Club) — професійний шотландський футбольний клуб з міста Данфермлін.

## Відомі люди
- Давид II — король Шотландії у 1329–1371 роках, останній король з династії Брюсів.
- Карл I — король Англії й Ірландії.
- Матильда Шотландська — англійська королева, дружина англійського короля Генріха I.
- Олександр I — король Шотландії із 1107, син королеви Маргарити Шотландської, онук королеви Агати Київської.
- Ендрю Карнеґі (1835–1919) — американський підприємець, мультимільйонер.
- Мойра Ширер — шотландська балерина та кіноакторка.
- Ієн Андерсон — шотландський музикант, учасників рок-гурту Nazareth, а також лідера гурту Джетро Тал.

## Міста-побратими
- Іспанія: Логроньо
- США: Сарасота
- Норвегія: Тронгейм
- Німеччина: Вільгельмсгафен
- Франція: Віші
- Португалія: Албуфейра

## Світлини

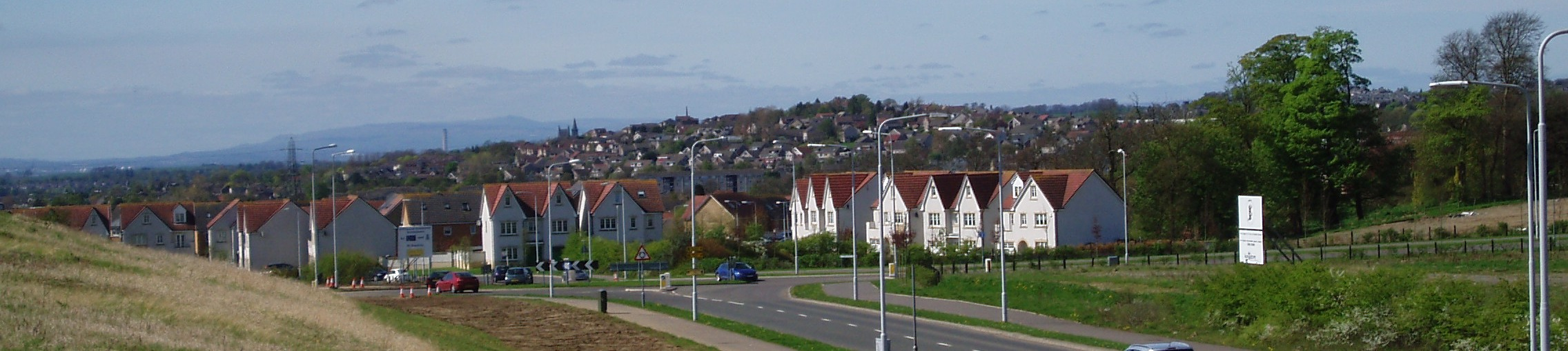
Панорама Данфермліна

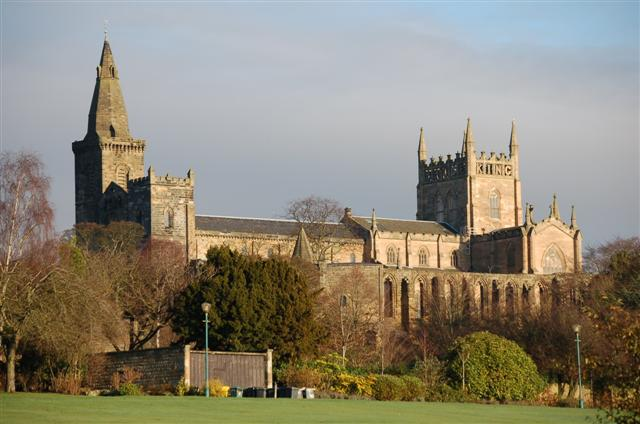
Данфермлінське абатство
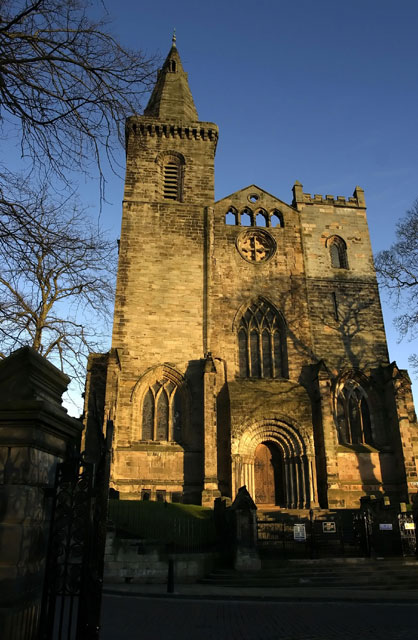
Головний вхід до абатства
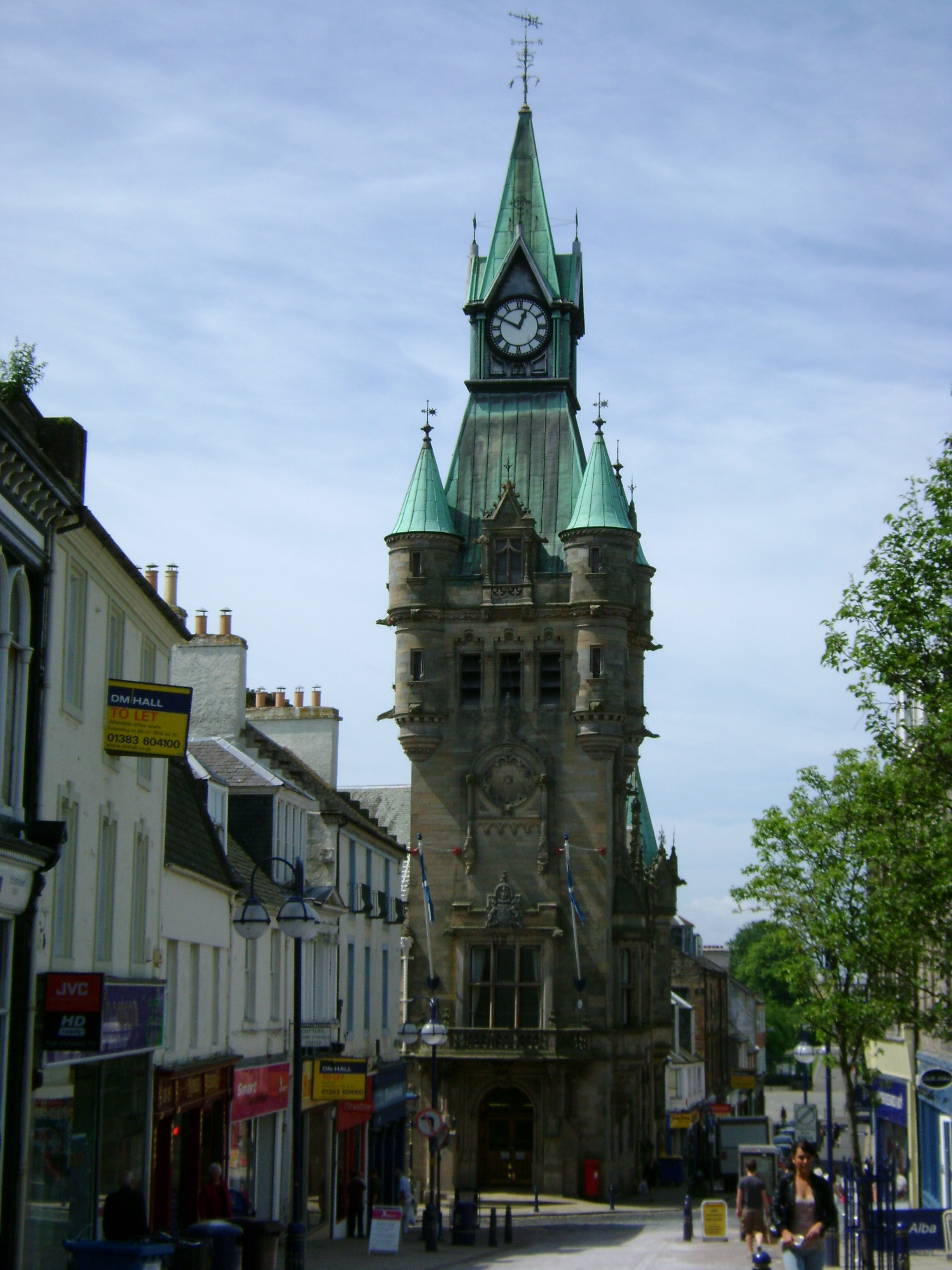
Міська ратуша
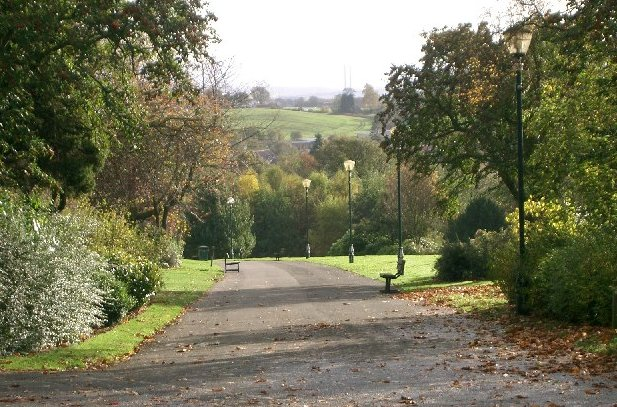
Парк